# Thomas Doll
Thomas Doll (født 9. april 1966) er en tidligere tysk fodboldspiller og senest træner for Borussia Dortmund (2007-2008). Han nåede i perioden 1986-1990 at spille 29 landskampe for DDR og scorede 7 mål. Efter genforeningen blev han udtaget til det tyske landshold for hvilket han 1991-1993 spillet 18 landskampe med en enkelt scoring. På klubplan spillede han i sin DDR-karriere for FC Hansa Rostock og for BFC Dynamo. Han sluttede karrieren i Hamburger SV, hvis træner han var fra 2004 til 2007.